# Áron és a csodák könyve
Az Áron és a csodák könyve (eredeti cím németül: Die Schelme von Schelm, angolul: The Real Shlemiel) 1995-ben bemutatott francia–német–magyar rajzfilm, amely Isaac Bashevis Singer rövid történetei alapján készült. Az animációs játékfilm rendezője Albert Hanan Kaminski, producere Dora Benousilio, Peter Völkle és Gilbert Hus. A forgatókönyvet Jacqueline Galia Benousilio és Albert Hanan Kaminski írta, a zenéjét Michel Legrand szerezte. A mozifilm a Les Films de l'Arlequin és a Videovox Stúdió gyártásában készült, a Telepool forgalmazásában jelent meg. Műfaját tekintve filmvígjáték és musicalfilm.
Németországban 1995. október 12-én mutatták be a mozikban, Magyarországon 1997. augusztus 25-én adták ki VHS-en.

## Szereplők
| Szereplő                 | Eredeti hang      | Magyar hang     |
| ------------------------ | ----------------- | --------------- |
| Narrátor                 | Fyvush Finkel     | Wohlmuth István |
| Áron                     | Tommy J. Michaels | Előd Álmos      |
| Shlemiel bácsi           | Ronn Carroll      | Makay Sándor    |
| Darko, a varázsló        | Stephen D. Newman | Rajhona Ádám    |
| Lantuch                  | Ivy Austin        | Kassai Károly   |
| Zlateh, a kecske         | Tovah Feldshuh    | Kassai Ilona    |
| Sarah néni               | Tovah Feldshuh    | Némedi Mari     |
| Házasságközvetítő        | Tovah Feldshuh    | Csere Ágnes     |
| Gronam Ox                | Harry Goz         | Szabó Ottó      |
| Tudras                   | Lee Wilkof        | Kőszegi Ákos    |
| Sender, a suszter        | Lee Wilkof        | Bácskai János   |
| Treitel, a szabó         | Chip Zien         | Barbinek Péter  |
| Schmendrick, az asztalos | Larry Keith       | Lázár Sándor    |
| Házaló                   | Lewis J. Stadlen  | Csuja Imre      |
| Lekish                   | Lewis J. Stadlen  | Orosz István    |
| Zeinvel, a pék           | Lewis J. Stadlen  | Várday Zoltán   |
| Dana                     | Laura Dean        | Biró Anikó      |
| Dina                     | Margery Gray      | Náray Erika     |
| Dona                     | Julia Murney      | Somlai Edina    |

Énekhangok: Gerdesits Ferenc, Grúber Zita, Klucsik Géza, Mónus Ildikó, Pataki Ági, Rácz István, Vári Miklós

## Betétdalok
| Dal                     | Előadó                                                                                          |
| ----------------------- | ----------------------------------------------------------------------------------------------- |
| Remember                | Tommy J. Michaels Tovah Feldshuh                                                                |
| A Credit to Chelm       | Ronn Carroll Tommy J. Michaels Lee Wilkof Chip Zien Larry Keith Tovah Feldshuh Lewis J. Stadlen |
| The Wisest of the Wise  | Harry Goz Ronn Carroll Lee Wilkof Chip Zien Larry Keith Lewis J. Stadlen                        |
| I'll Be Rich            | Ronn Carroll                                                                                    |
| The Dumbest of the Dumb | Chip Zien Tovah Feldshuh                                                                        |
| I'm a Lantuch           | Ivy Austin                                                                                      |
| A Husband               | Laura Dean Margery Gray Julia Murney Lewis J. Stadlen                                           |

## Televízió megjelenések
Duna TV 